# Colica biliare
La colica biliare è la manifestazione clinica più caratteristica della colelitiasi ed è conseguente alla contrazione intensa della colecisti che cerca di sospingere un calcolo incuneatosi lungo le vie biliari.

## Caratteristiche cliniche
Si presenta come un dolore intenso che si localizza in ipocondrio destro. Può insorgere in qualsiasi momento del giorno o della notte ma con frequenza maggiore dopo i pasti, specie se abbondanti e ricchi di grassi. Diversamente da quanto suggerisce il nome, la colica biliare non si presenta esattamente come un dolore di tipo colico, quindi intermittente, ma piuttosto come dolore costante e spesso di lunga durata e notevole intensità, per un periodo che va dai 15 minuti alle 5 ore. Il dolore insorge repentinamente per poi risolversi gradualmente o in maniera altrettanto rapida. Il termine "colica" sarebbe quindi da considerarsi inappropriato.
Il dolore può irradiarsi in epigastrio, alla spalla destra (tramite fibre del nervo frenico) e alla regione sottoscapolare destra (tramite fibre dei nervi piccolo e grande splancnico).
Talvolta gli episodi di colica biliare possono associarsi alla comparsa di subittero o ittero transitorio, che scompare dopo 2-3 giorni, una volta rimosso il calcolo che si era temporaneamente incuneato nel coledoco.
La colica biliare si associa, nelle fasi di remissione della sintomatologia, a positività del segno di Murphy.